# In silico

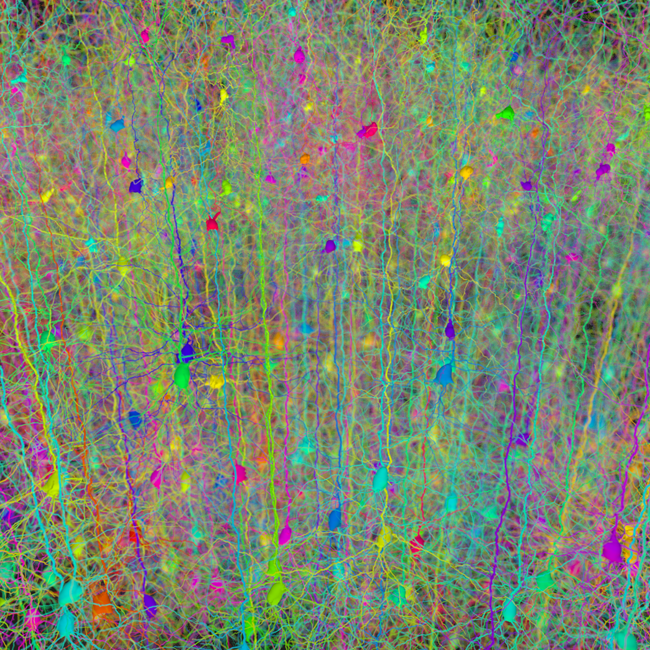
Les syntetických pyramidových dendritů vytvořených in silico pomocí Cajalových pravidel pro větvení neuronů

In silico je termín, který znamená „spočteno počítačem, zjištěno počítačovou simulací“. Fráze byla utvořena v roce 1989 podle obdobných latinských frází využívaných v biologii: in vivo, in vitro a in situ, jež v tomto pořadí označují experimenty provedené v živých organismech, provedené mimo ně a provedené v jejich přirozeném prostředí.